# فريدريك روبرتس
فريدريك روبرتس (24 سبتمبر 1848 - 13 يوليو 1903) (بالإنجليزية: Frederick Roberts)‏ هو لاعب كريكت بريطاني.